# Habenaria guadalajarana
Habenaria guadalajarana là một loài thực vật có hoa trong họ Lan. Loài này được S.Watson mô tả khoa học đầu tiên năm 1887.